# 安德鲁·波齐
安德鲁·波齐（英語：Andrew Pozzi，1992年5月15日—）是一名英国跨栏运动员。他是2018年世界室内田径锦标赛男子60米栏冠军。
2011 年 11 月 26 日，波齐在英国田径奖颁奖典礼上荣获年度最佳运动员奖。